# Aragon et Castille
Aragon et Castille est une chanson de Boby Lapointe.
Première chanson de la carrière musicale de Boby Lapointe, Aragon et Castille est à l'origine choisie par Bourvil et Gilles Grangier pour un passage musical où Bourvil chante dans le film Poisson d'avril. Selon les sources, Étienne Lorin, l'accordéoniste de Bourvil, ou André Trives, son imprésario, aurait suggéré cette chanson. Le film passe inaperçu, tout comme la chanson.
Étienne Lorin signe la musique de la chanson car Boby Lapointe n'est pas encore enregistré officiellement comme compositeur auprès de la Société des auteurs, compositeurs et éditeurs de musique (Sacem).
Finalement, la chanson ne paraît en disque qu'en octobre 1960. Un clip est réalisé en 1970, où Boby Lapointe apparaît en vendeur de glaces pédalant sur un triporteur.
L'humour particulier de cette chanson réside sur le principe de la digression : la rencontre entre les personnages évoqués n'a pas lieu, mais est l'occasion d'une série de parenthèses sur des avis personnels, des associations d'idées de la part de l'auteur, n'ayant aucun rapport avec le fil du récit et l'interrompant sans cesse.

## Reprise
En 2002, Gérard Blanchard interprète la chanson sur l'album Boby Tutti-Frutti, un album de reprises de chansons de Boby Lapointe.